# Штакельберг, Берндт Отто (старший)
Берндт Отто Штакельберг (швед. Berndt Otto Stackelberg d.ä.; 14 мая 1662, Ревель — 29 августа 1734, Турку — шведский военачальник, фельдмаршал, участник Северной войны.

## Биография
К началу Северной войны был уже капитаном, в 1700 году — адъютант генерала О. Веллинга, в 1701 году — уже подполковник, действовал в Лифляндии под началом В. А. Шлиппенбаха. С 1702 года — полковник Бьёрнеборгского полка, в 1705 году участвовал в поражении русских при Гемауертгофе, с 1706 года — генерал-майор.
В 1708 году командовал пехотой в корпусе А. Л. Левенгаупта, сражался при Лесной, руководил штурмом Веприка. В 1709 году взят в плен под Полтавой.
Вернулся в Швецию только в 1722 году, сделан генерал-лейтенантом, с 1727 года — генерал от инфантерии, в том же году назначен главнокомандующим войсками в Финляндии, получил чин фельдмаршала и титул барона. Умер в 1734 году.
Его прямой потомок — чемпион России по альпинизму Тихон фон Штакельберг